# 小行星4601
小行星4601（英語：4601 Ludkewycz）是一颗围绕太阳公转的小行星。1986年6月3日，M. Rudnyk在帕洛马山发现了此天体。
这颗小行星的绝对星等为359.5948025429081等。